# Lethrus karelini
Lethrus karelini là một loài bọ cánh cứng trong họ Geotrupidae. Loài này được Gebler miêu tả khoa học năm 1845.